# Museu Nacional de Breslávia
O Museu Nacional de Breslávia (em polonês/polaco:  Muzeum Narodowe we Wrocławiu), popularmente abreviado como MNWr, é um museu nacional em Breslávia, fundado em 1947. É uma das principais filiais do Museu Nacional da Polônia, que possui várias filiais independentes com coleções permanentes em todo o país. Possui uma das maiores coleções de arte contemporânea do país.
A coleção do Museu Nacional em Breslávia compreende atualmente mais de 200 000 objetos representando todas as áreas da arte. O núcleo da coleção consiste em artefatos principalmente da região de Breslávia e da Baixa Silésia, uma parte significativa delas originárias das coleções de antigos museus alemães. Há também obras de arte doadas em 1946, pelas autoridades da então URSS, provenientes das galerias de arte de Lviv.